# تیم دانکن
تیموتی تئودور دانکن (به انگلیسی: Timothy Theodore Duncan) مشهور به تیم دانکن، متولد مجمع‌الجزایر ویرجین آمریکا از معروفترین بازیکنان ان بی ای است.
او بسکتبال خویش را با تیم سن آنتونیو اسپرز آغاز و به نقطه اوج رسانید به‌طوری‌که آن‌ها را ۵ مرتبه قهرمان ان بی ای کرد.
دانکن که دانش‌آموخته دانشگاه ویک فارست است تاکنون ۴۰ مرتبه با شماره ۱۳ برای تیم ملی بسکتبال آمریکا به میدان رفته‌است که یک بار به همراه این تیم قهرمان جهان شده‌است. هم چنین او در المپیک ۲۰۰۰ سیدنی و ۲۰۰۴ آتن کمک شایانی به این تیم کرد.

## شخصی

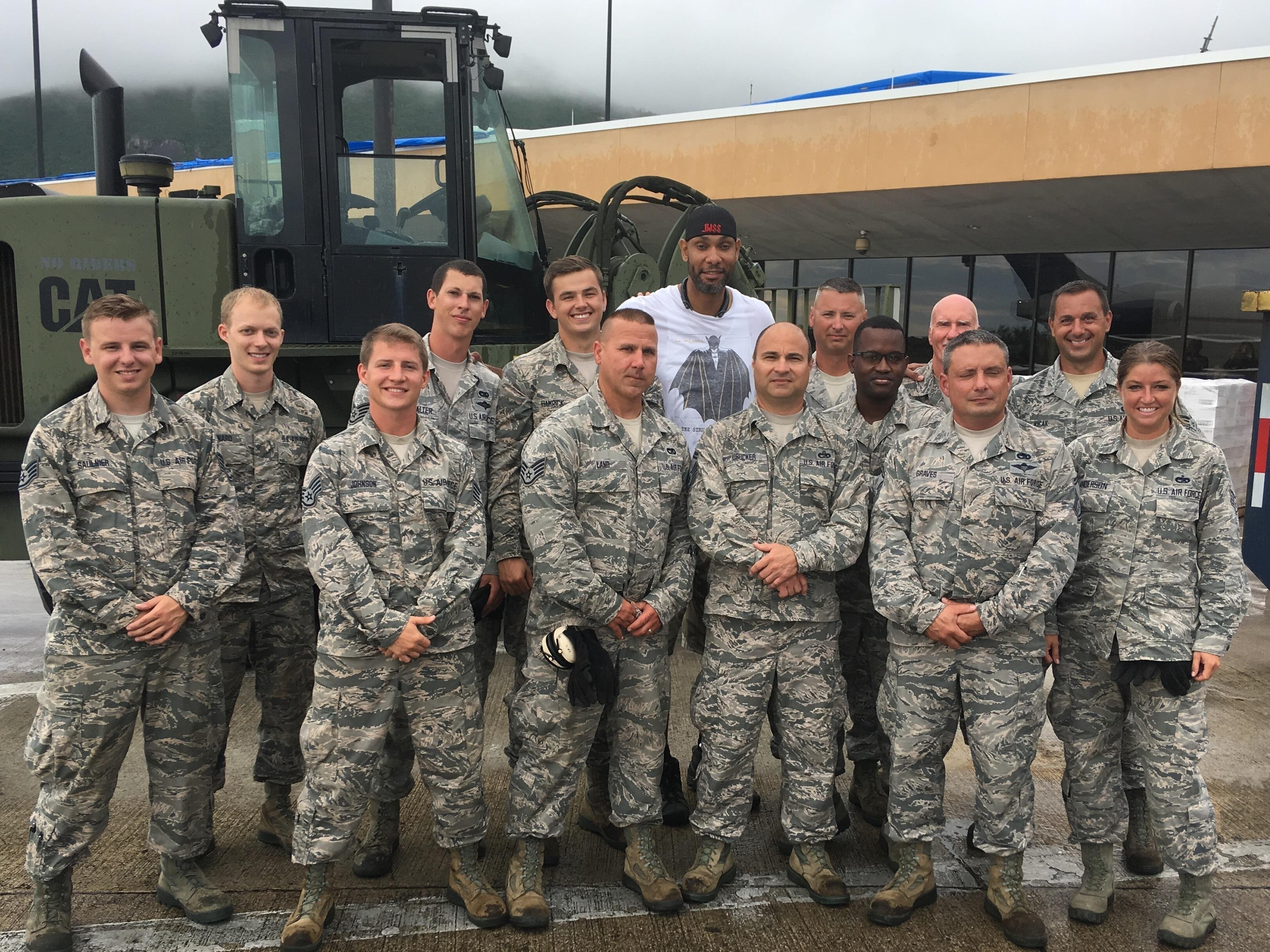
تیم دانکن در این جمع

دانکن به اتومبیلهای سوپر اسپرت علاقه زیاد دارد به‌طوری‌که صاحب یک مغازه تجهیزات اتومبیل اسپرت در تگزاس است. او به‌طور نمونه یک داج چلنجر SRT-8 ساخت استریت اند ریسینگ تکنولوژی دارد که دارای موتور سفارشی ساخت کمپانی هنسی انجنیرینگ پرفورمنس است که ۶۰۰ اسب بخار قدرت دارد.
در سال ۲۰۱۲ ایمی دانکن همسر تیم دانکن از او درخواست طلاق کرد و از هم جدا شدند.
تیم دانکن پاور فوروارد افسانه‌ای تاریخ nba پس از 19 سال موفق در سن انتونیو سرانجام از دنیای توپ و تور کناره‌گیری کرد.

## نگارخانه
<center

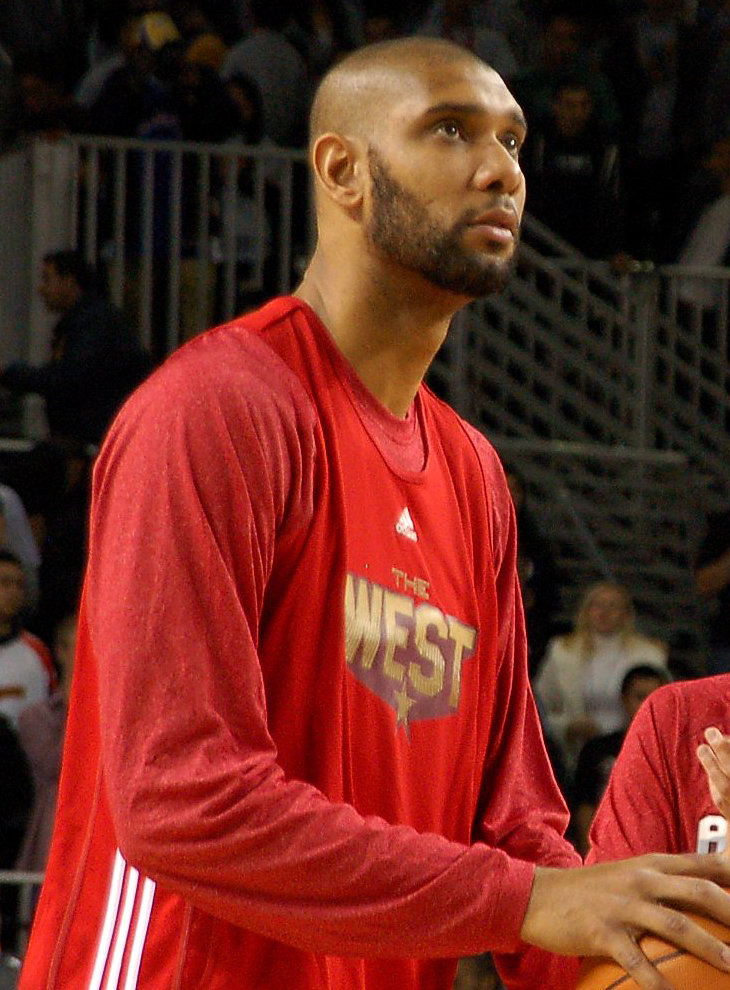
دانکن یک آل-استار
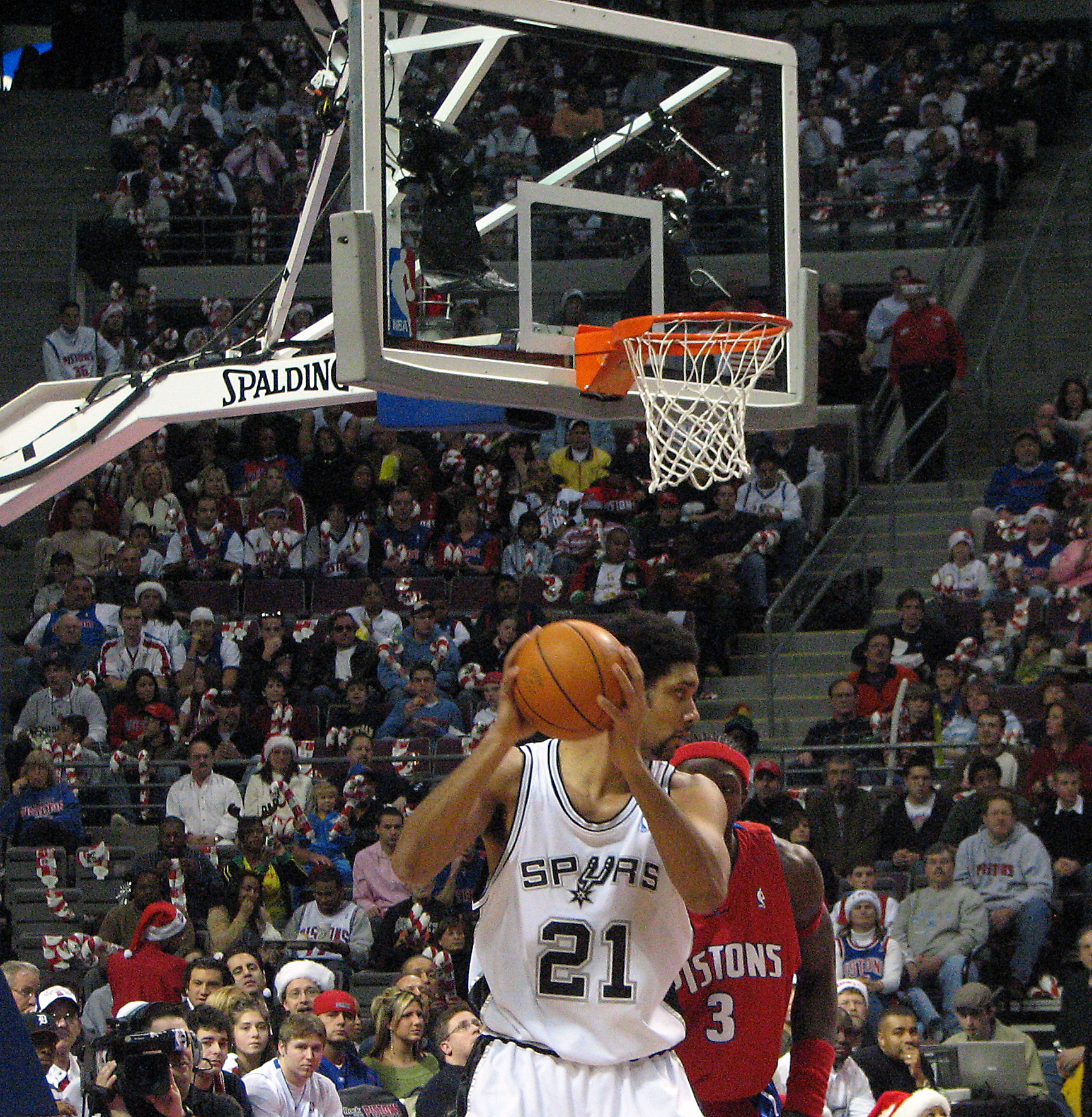
دانکن در سال ۲۰۰۴
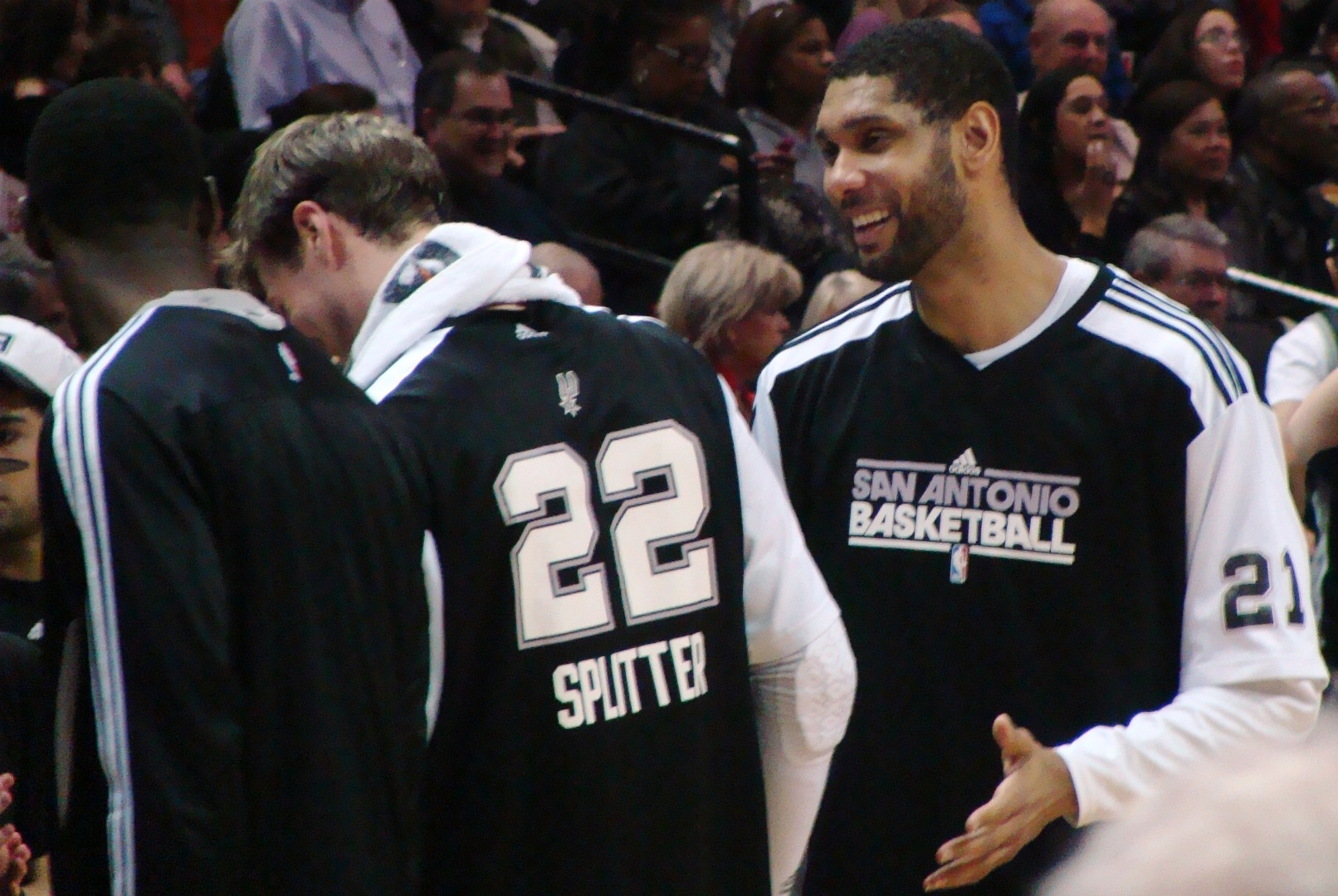
دانکن و اسپلیتر
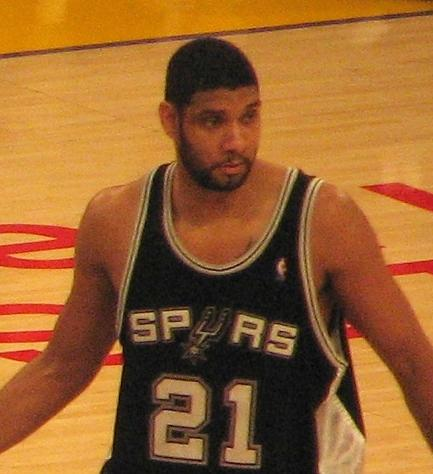